# 미련 (1967년 영화)
"미련"은 1967년 공개된 대한민국의 영화이다.

## 배역
- 신성일
- 문희
- 강문
- 트위스트 김
- 이순재